# Club de Remo Pontejos
El Club de Remo Pontejos es un club deportivo de Pontejos, Cantabria (España) que ha disputado regatas en todas las categorías y modalidades de banco fijo, en bateles, trainerillas y traineras.

## Historia
El Club de Remo Pontejos se fundó el 18 de abril de 1964 gracias a la aportación de Julio Ruiz García, José Luís Valdueza Maza, Agustín Ruiz García y Pedro Ruiz García, y tras competir en bateles y trainerillas desde los años setenta, siguió en activo hasta el año 1972, llegando a participar en algún campeonato de España, en la modalidad de 4+.
Después de veinte años de inactividad en el verano de 1989 y gracias a José Luís Valdueza Maza se volvió a poner en funcionamiento la entidad. Gracias a esta labor, en 1993 se consiguió formar un equipo senior que compitió en bateles como en trainerillas, para luego pasar a remar en trainera en la Virgen del Puerto del Club de Remo Santoña.
Al año siguiente, esos seniors volvieron a Pontejos y consiguieron debutar en traineras en el año 1994. El año 1997, fue un año triste para la entidad, debido al fallecimiento en el mes de febrero del presidente, José Luis Valdueza Maza, por ello la trainera pasó a llamarse como él y después la regata creó un memorial al mejor barco cántabro. A partir del año 1994 viene compitiendo ininterrumpidamente hasta la temporada 2007, que disputó la Liga ARC. En el año 2008, el club anunció a la liga ARC, que por problemas económicos no iba a participar en la liga y su posterior desaparición.
En el año 2006, ganaron la Bandera de Getaria, también fueron cuartos en el LIX Campeonato de España de Traineras y disputaron la clasificatoria de la Bandera de la Concha. En el año 2007, disputaron el Campeonato de España de trainerillas terminando en cuarto lugar y también fueron plata en el regional de bateles aunque fueron novenos en el Campeonato de España. Ese año disputaron la Liga ARC en el grupo I, pero los problemas económicos hicieron que no volviera a volver a salir en los siguientes años. En 2011 se formó un equipo de veteranos y comenzaron a salir en las regatas regionales y en la liga ABE.

## Palmarés

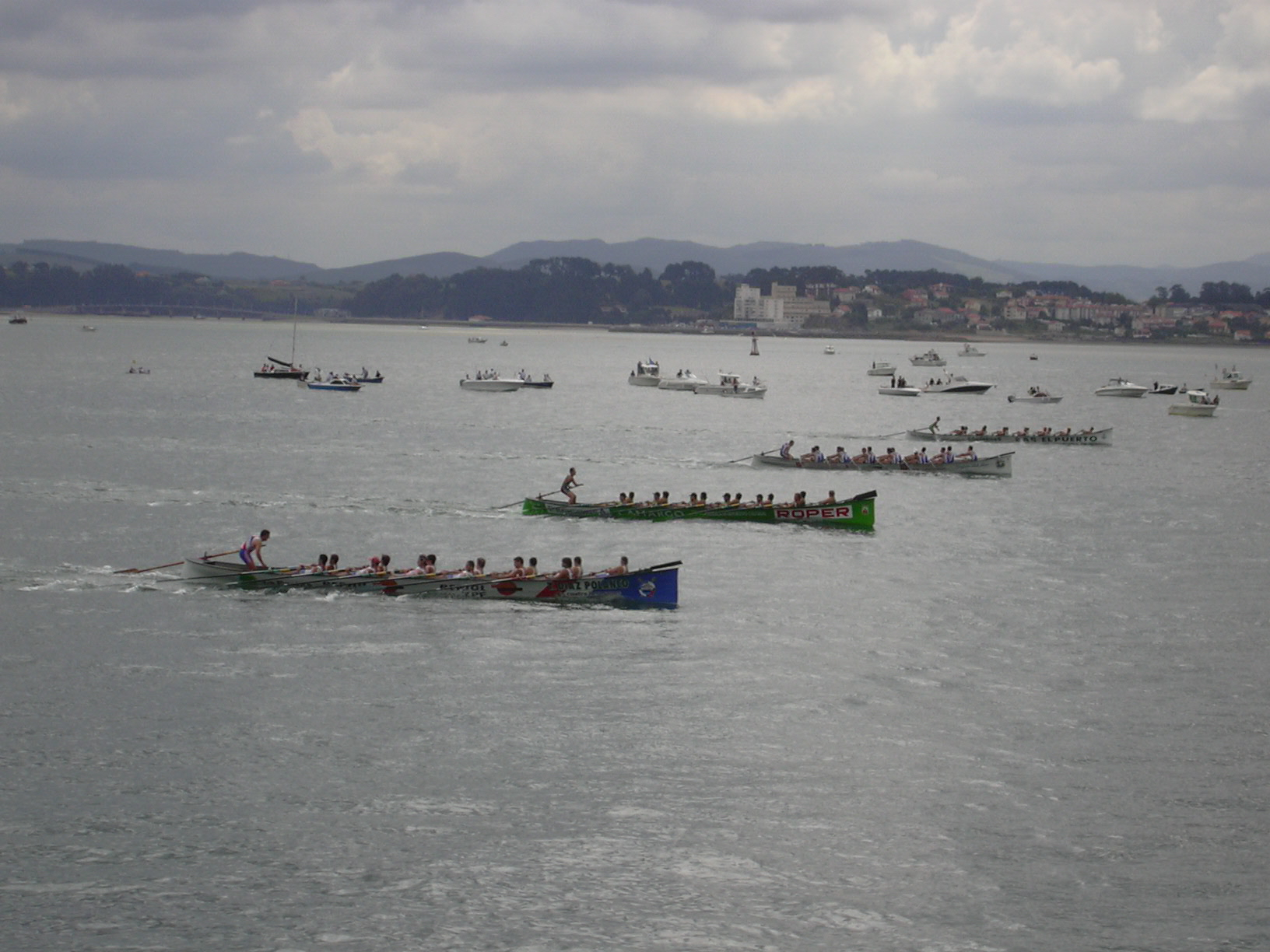
Campeonato de Cantabria de traineras 2006. En primer plano la trainera de Pontejos.

- 2 Banderas de Pontejos: 2004 y 2005.
- 2 Memoriales Jose Luis Valdueza: 2004 y 2005.
- 1 Bandera de Santurce: 2005.
- 1 Bandera de Guecho: 2005.
- 1 Bandera Ría del Asón: 2005.
- 1 Bandera de Santoña: 2005.
- 1 Bandera Marina de Cudeyo: 2005.
- 1 Bandera de Portugalete: 2005.
- 1 Bandera de Getaria: 2006.